# 彩虹野鯪
彩虹野鯪，為輻鰭魚綱鯉形目鯉科野鯪屬的其中一個種。該物種主要分布於非洲喀麥隆的沙那加河流域，體長可達29.1公分。

## 扩展阅读
維基物種上的相關：彩虹野鯪